# Insert (SQL)
구조화 질의어(SQL)에서, INSERT 문은 테이블 또는 뷰에 한 개 이상의 행을 추가한다.

## 사용법

### 기본 형식
```
INSERT INTO
 테이블_또는_뷰_이름 (컬럼1, [컬럼2, ...]) 
values
 (값1, [값2, ...])
```

```
INSERT INTO
 테이블_또는_뷰_이름 
values
 (값1, [값2, ...])
```